# شرلوک هلمز سردرگم
شرلوک هلمز سردرگم (انگلیسی: Sherlock Holmes Baffled) یک فیلم صامت خیلی کوتاه آمریکایی است که سال ۱۹۰۰ میلادی ساخته شده‌است. این فیلم ۳۰ ثانیه در مجموع طول می‌کشد و نام آن به اثر شرلوک هلمز نوشته آرتور کانن دویل بریتانیایی اشاره دارد. سازنده این فیلم صامت کوتاه آرتور ماروین است.